# Ligne de Moulay Slissen à Saïda
La ligne de Moulay Slissen à Saïda est l'une des lignes du réseau ferroviaire algérien. D'une longueur de 120 km, elle relie les villes de Moulay Slissen et Saïda dans le nord-ouest de l'Algérie. 
Mise en service le 1er mai 2017, La ligne fait partie des lignes ferroviaires algériennes constituant la « rocade Hauts Plateaux », ensemble de lignes en service ou en construction reliant les grandes villes de la steppe algérienne, de Moulay Slissen, à l'ouest, à Tébessa, à l'est de l'Algérie.

## Histoire
Les travaux de construction de la ligne de Moulay Slissen à Saïda ont débuté en 2008. Ils ont été confiés au Groupe Cosider en collaboration avec l'entreprise italo-algérienne Eurl Europea 92 Algérie. La maitrise d'ouvrage étant assurée par l'entreprise italienne Astaldi.
La ligne de Moulay Slissen à Saïda a été inaugurée le 1er mai 2017. Sa mise en service est une étape de l'achèvement de la « rocade des Hauts Plateaux ». Cette rocade est constituée d'un ensemble de lignes d'une longueur totale de 1 160 km qui, lorsqu'elle sera achevée, reliera Moulay Slissen, à l'ouest, à Tébessa, à l'est de l'Algérie, en desservant les villes de Saïda, Tiaret, Tissemsilt, M'Sila, Barika, Batna, Aïn M'lila et Oum El Bouaghi,.

## La ligne

### Caractéristiques de la ligne
La ligne, d'une longueur de 120 km, est une voie unique à écartement standard et n'est pas électrifiée. 

### Tracé
La ligne traverse, d'ouest en est, les hautes plaines du sud-ouest de l'Atlas tellien. Elle ne rencontre pas d'obstacles majeurs tels que de grands cours d'eau à franchir ni de reliefs qui auraient nécessité la construction d'importants ouvrages d'art.
À son extrémité ouest, la ligne est raccordée à la ligne de Oued Tlelat à Béchar et à l'est, celle de Saïda à Tiaret.

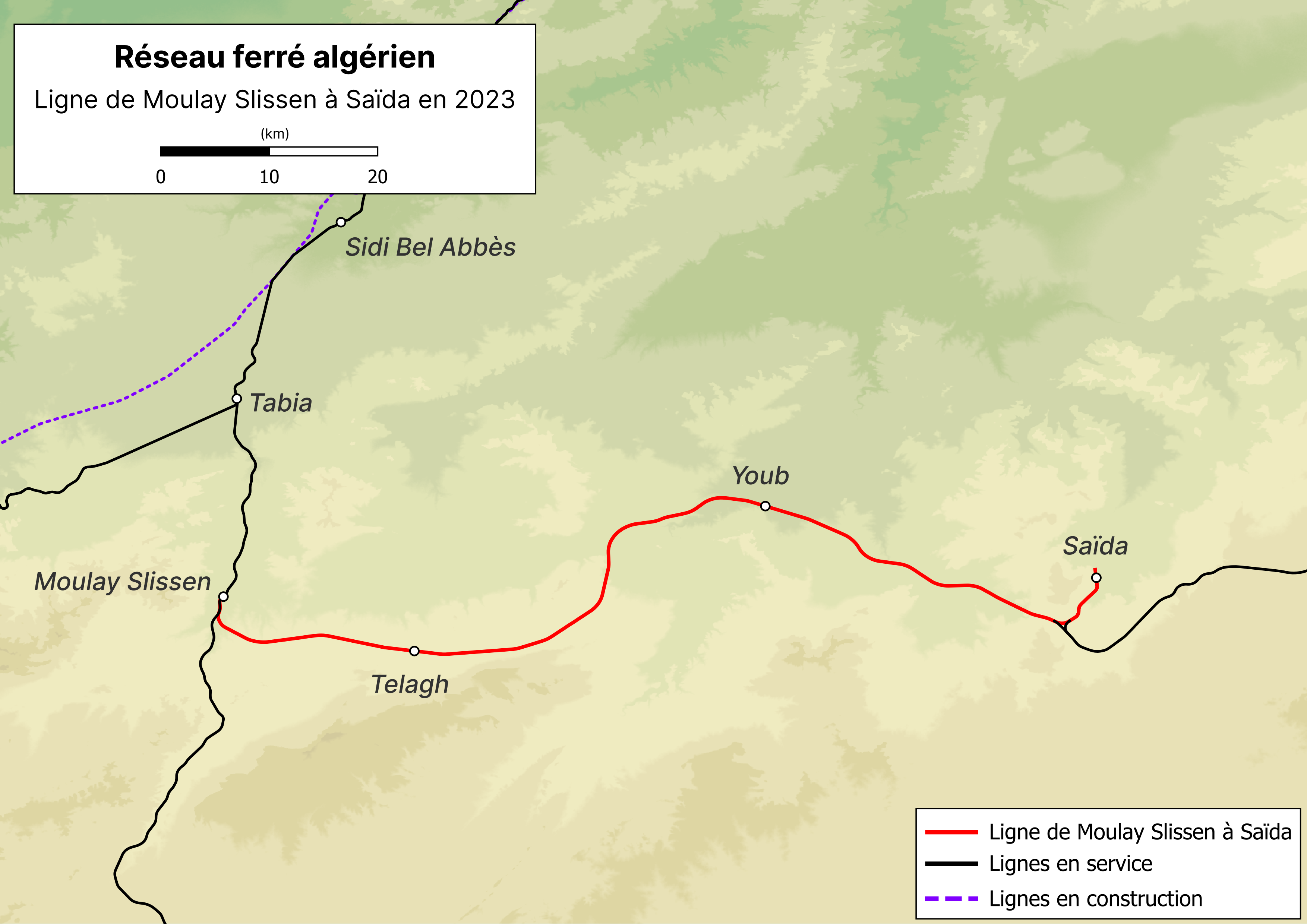
Tracé de la ligne dans l'ouest des Hauts Plateaux.

### Profil
La ligne a pour origine la gare de Moulay Slissen (PK 0 de la ligne), gare établie à 809 m d'altitude dans la partie méridionale de l'Atlas tellien. À environ deux kilomètres au sud de la gare, elle se débranche de la ligne de Oued Tlelat à Béchar pour se diriger vers l'est en direction de Saïda. 
Dans sa partie occidentale, la ligne traverse toute la plaine de Telagh en suivant une légère pente ascendante sur environ une trentaine de kilomètres pour atteindre son altitude maximale de 1 006 m (PK 32), au niveau de la ville de Merine, aux pieds du versant nord des monts de Daïa,. Puis, la ligne s'infléchit vers le nord-est en suivant une pente descendante, traverse le massif forestier de Telagh et atteint son altitude minimale de 629 m (PK 60) peu avant la gare de Youb.
Passée Youb, la ligne reprend son orientation ouest-est et une pente ascendante. Peu avant Saïda, elle franchit la pointe nord-est des monts de Daïa et aboutit à son terminus, la gare de Saïda (PK 101), gare située dans les contreforts tabulaires de l'Atlas tellien, aux pieds des monts de Saïda, à 871 m d'altitude.

Profil en long de la ligne.

### Vitesse limite
La vitesse moyenne sur l'ensemble est de 160 km/h.

## Service ferroviaire
La ligne permet le trafic voyageurs et de marchandises. Elle est empruntée par :
- les trains grandes lignes de la liaison Oran - Saïda[8],[9] ;
- les trains régionaux de la liaison Sidi Bel Abbès - Frenda[10],[11].

## Gares de la ligne
La ligne traverse deux wilayas et dessert quatre gares :
- la gare de Moulay Slissen (wilaya de Sidi Bel Abbès) ;
- la gare de Telagh (wilaya de Sidi Bel Abbès) ;
- la gare de Youb (wilaya de Saïda) ;
- la gare de Saïda (wilaya de Saïda).

| Gare                                                           | PK*    | Informations           |
| -------------------------------------------------------------- | ------ | ---------------------- |
| Gare de Moulay Slissen                                         | PK 0   | Trains régionaux       |
| Gare de Telagh                                                 | PK 22  | Trains régionaux       |
| Gare de Youb                                                   | PK 64  | Trains régionaux       |
| Gare de Saïda                                                  | PK 101 | Trains régionaux, fret |
| *Les PK mentionnés ont pour origine la gare de Moulay Slissen. |        |                        |